# Los Mustang
Los Mustang es un grupo musical de rock y pop español (barcelonés) de la década de los 60 formado por Santi Carulla (voz), Marco Rossi (guitarra solista), Antonio Mercadé (guitarra rítmica), Miguel Navarro García (bajo) y Tony Mier (batería) en su formación inicial.

## Biografía

### Los inicios
Los inicios de Los Mustang hay que encontrarlos en el Club San Carlos, donde se reunían los jóvenes músicos inspirados por la nueva ola musical. Tres de los componentes del grupo procedentes del Pueblo Seco: Marco Rossi Ezquerda (n. Barcelona, 1942 - Roses, 2015), Miguel Navarro García (n. Barcelona, 1943) y Antonio Mercadé Marzal (n. Barcelona, 1945), supusieron el embrión del grupo. En sus inicios, Los Mustang era un grupo instrumental inspirado en el estilo de The Shadows. Con la entrada de Santiago Carulla Hernández (n. Barcelona, 1944) (procedente de Los Sírex) no solo dotó al grupo de un cantante sino que el grupo empezó a tomar una notoriedad en la ciudad, y quien más tarde se convertiría en el centro del quinteto debido a la imagen y profesionalidad, quinteto que completó a la batería Antonio Mier Roura (n. Canarias, 1943 - Barcelona, 2021).

### Los primeros discos
En el mes de octubre de 1962, Los Mustang graban su primer disco para EMI-Odeón con versiones de canciones extranjeras como 500 millas de Peter, Paul and Mary, Madison twist de Johnny Hallyday más He de saber y No lo ves. Los Mustang empezaban a explotar ese filón de la recopilación de esos temas extranjeros que ellos traducían al español, incluso antes de la llegada a España del original, cosa que el público deseaba por desconocimiento de otros idiomas. De hecho, en casi 40 años de trabajo, tan solo publicaron 16 temas propios. 
En 1963 lanzaron cuatro discos donde destacó Telestar, un instrumental repleto de efectos sonoros, algo avanzado para la época que interpretaban The Tornados. Además, realizaron versiones de Capri se acabó (Hervé Vilard), Mi Vida (Alain Barrière), El Mundo (Jimmy Fontana) y sobre todo, de The Beatles. Y es que en 1964, realizaron las versiones de canciones del cuarteto de Liverpool: Please Please Me, Conocerte Mejor, Nadie Respondió o Un Billete Compró. Pero, sobre todo, su versión más conocida sería la del Submarino Amarillo donde vendería 130 000 copias solo en España. En 1966 en un festival de ídolos donde se presentaron junto a grupos como Los Bravos, Los Brincos y Los Sírex, ellos se llevaron el trofeo de los más populares.

### Los años 1970
Los Mustang continuaron su camino de igual forma que la habían iniciado, acaparando versiones. Pero en la década de los 70, Los Mustang apuestan fuerte con temas inéditos y dentro de la línea psicodélica, aquí apareció Mustang, Reino Prohibido Del Himalaya (partes I y II), estas son canciones conceptuales, donde hablan de civilizaciones avanzadas y anteriores a la nuestra, basándose en las teorías de Hans Horbiger y Michel Peissel. A principios de 1970, Los Mustang visitan Cuba, donde tocaron en la ciudad de Varadero. En 1970 Marco Rossi pasó a ocuparse de los aspectos técnicos y administrativos del grupo, reemplazado a la guitarra por Juan José Calvo Sánchez(n. Barcelona, 1947), también componente de Los Sírex. En 1973 expira el contrato con la disquera EMI y desaparecen.

### El revival a partir de los años 1980
Tras años de silencio, en la década de 1980 reaparecen tras el revival del pop y graban un nuevo álbum donde incluyeron una vez más su estilo, versiones de oldies y así se han mantenido realizando presentaciones como la de 1998 junto a sus archirrivales Los Sírex. En 1999, publican un disco para celebrar los 40 años de su historia de la banda y donde colaboran artistas de la talla Luis Eduardo Aute, Dyango, Cliff Richard, El Dúo Dinámico o Jimmy Fontana.

## Libros
- Los Mustang, ¡Toda una historia!; Autor: Santi Carulla. Editorial Milenio, 2000

- Datos: Q6682988